# 巴赫達爾
巴赫達爾 （Bahir Dar）是埃塞俄比亞西北部的城市，也是阿姆哈拉州的首府。
巴赫達爾座標11°36′N 37°23′E / 11.600°N 37.383°E，毗鄰塔納湖和青尼羅河，海拔1,840米，位於阿的斯阿貝巴西北578公里。
巴赫達爾是埃塞俄比亞最受歡迎的旅遊城市之一，也是其中一個最美麗、具規劃和安全的城市，街道兩旁種滿棕櫚樹和鮮艷的花卉。

## 友好城市
| - 美国克里夫蘭 - 美国奧克蘭 |

## 外部連結
- 巴赫達爾相片